# Camptosaurus
A Camptosaurus (jelentése 'hajlott gyík' az ógörög καμπτος / kamptosz 'hajlott' és σαυρος / szaürosz 'gyík' szavak összetételéből, arra utalva, hogy négy lábán állva a testét meg kellett hajlítania) a csőrős növényevő dinoszauruszok egyik neme, amely a késő jura és kora kréta időszakban élt.

## Felfedezés és fajok

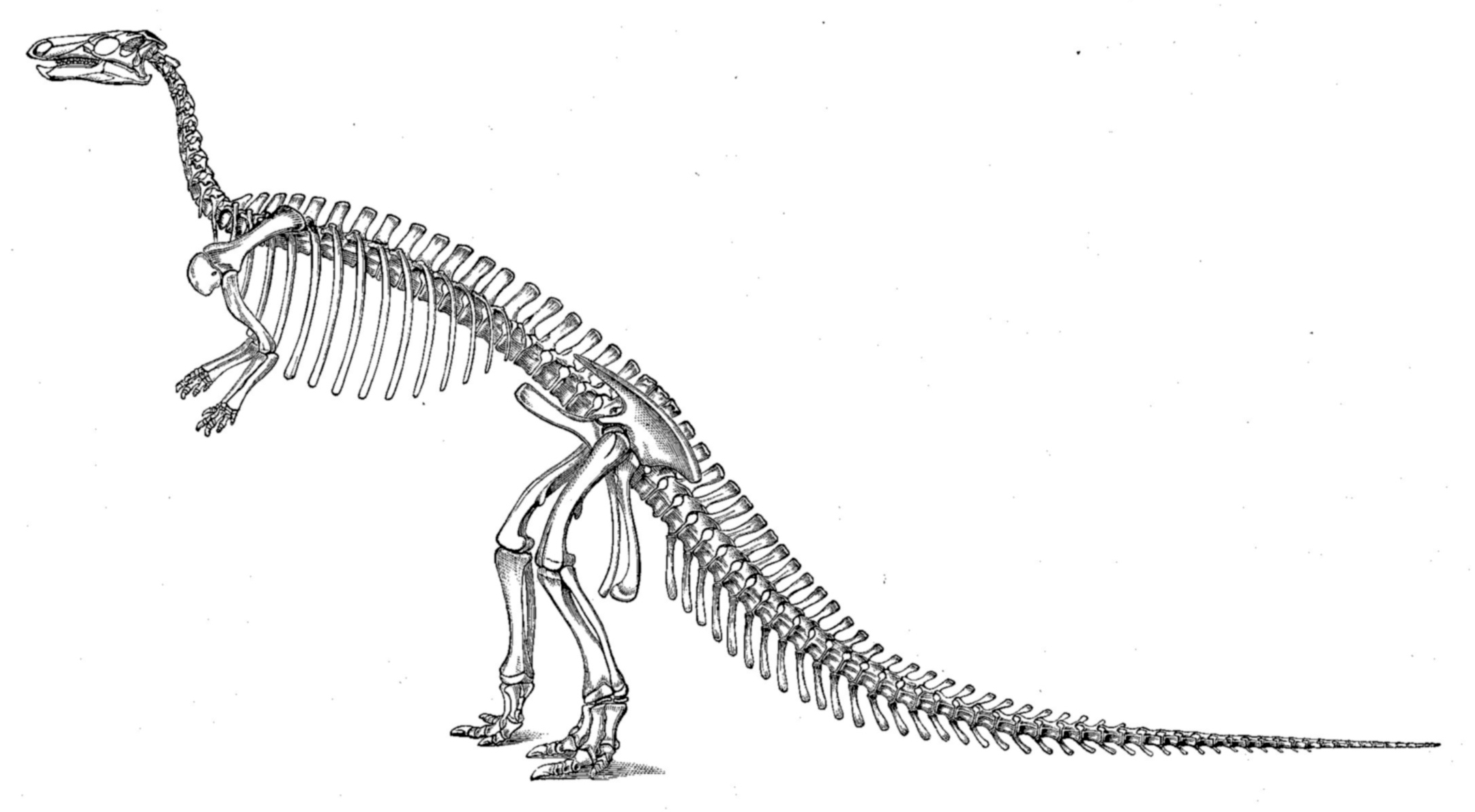
A Camptosaurus O.C. Marsh által készített csontváz rekonstrukciója

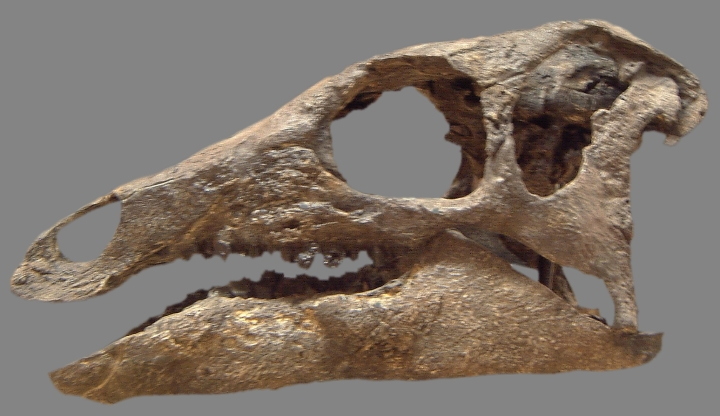
A Camptosaurus Nyugat-Wyomingból a Bone Cabin lelőhelyről származó koponyájának másolata

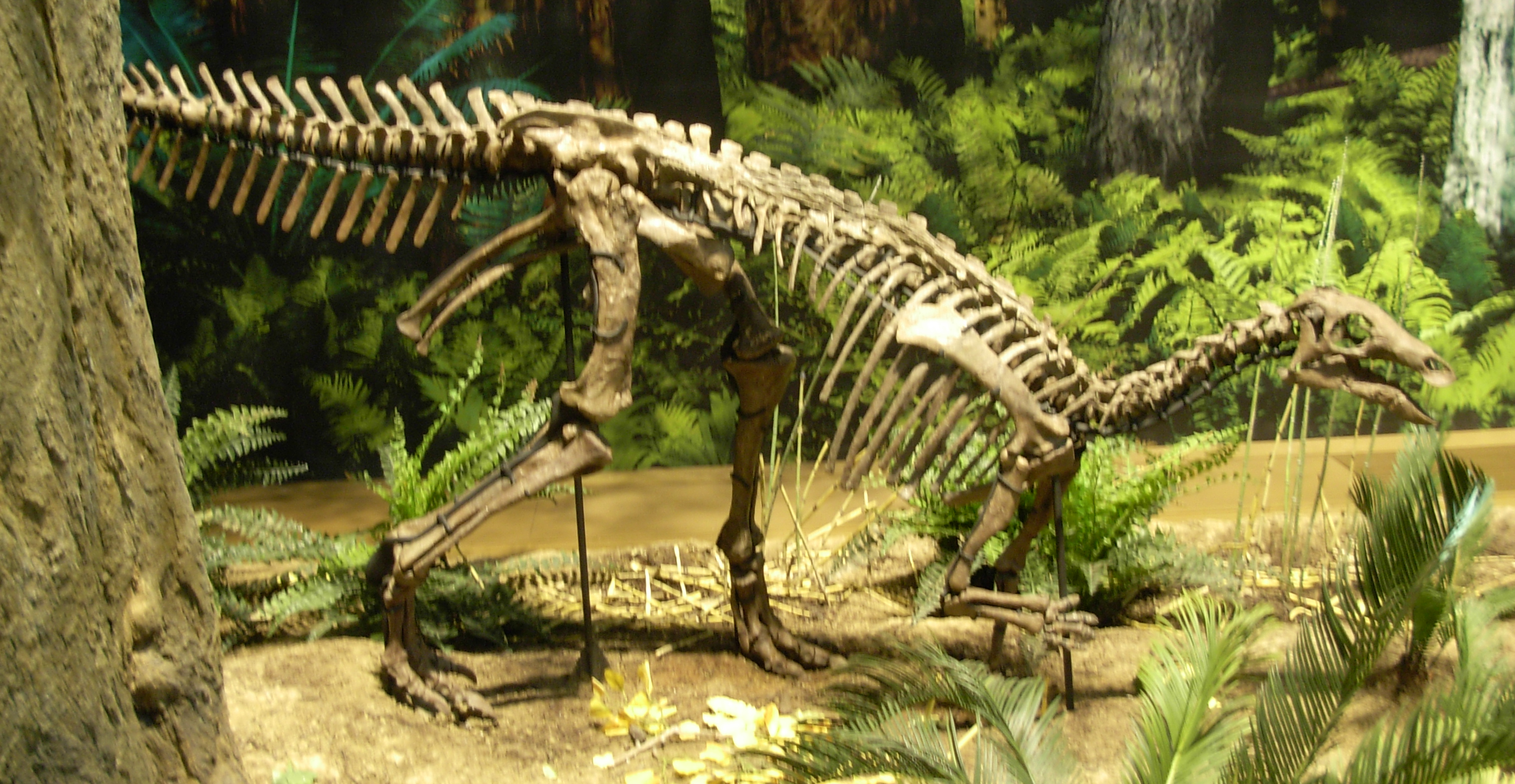
A Camptosaurus aphanoecetes csontvázának modern rekonstrukciója, a Carnegie Múzeumban

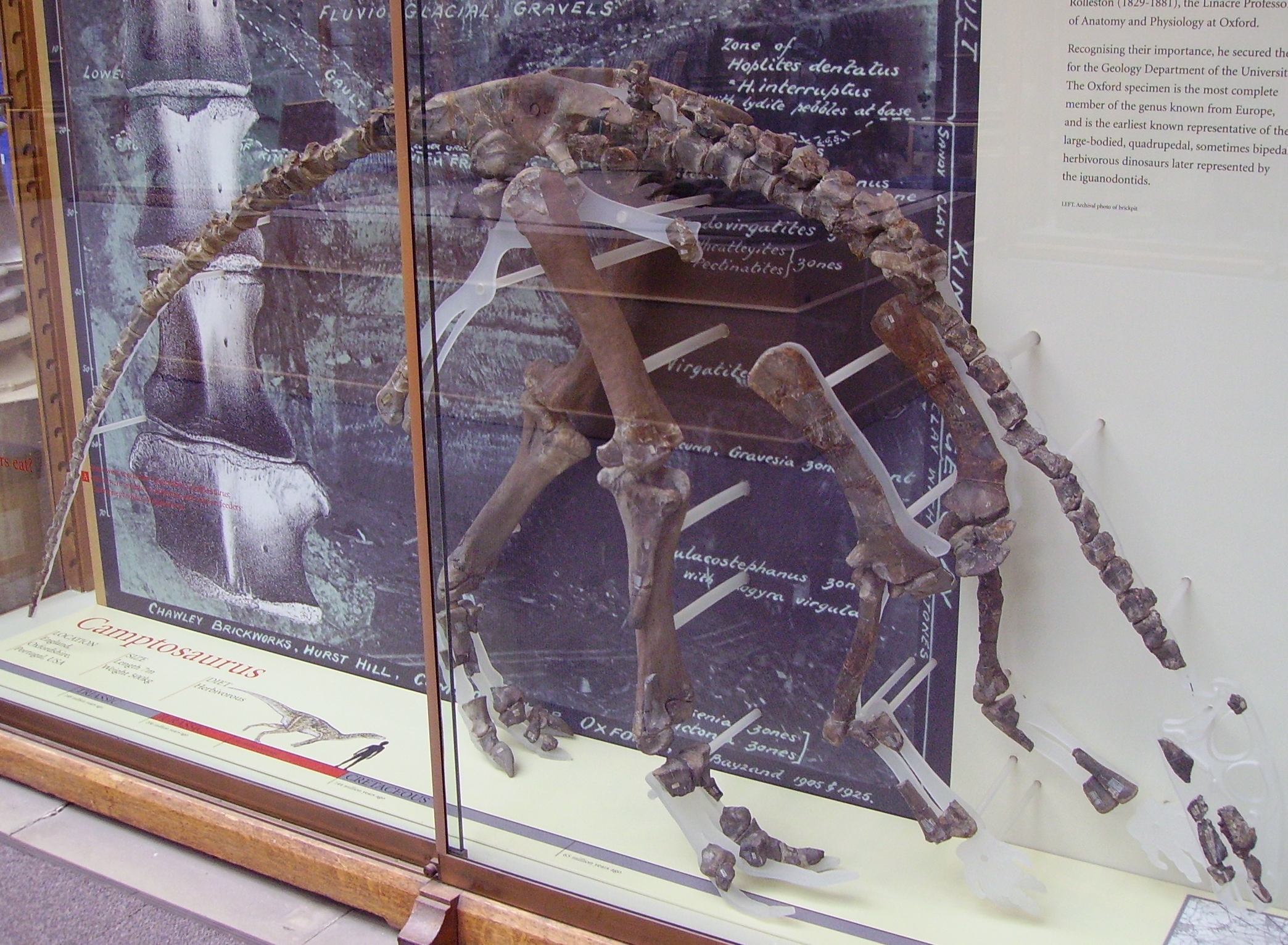
A Camptosaurus (néha „Cumnoria” néven említett hiányos csontváza) az Oxfordi Egyetem Természetrajzi Múzeumában (Oxford University Museum of Natural History)

Elsőként O. C. Marsh készített róla leírást 1879-ben Camptonotus vagy 'hajlított hát' néven, 1885-ben azonban átnevezték Camptosaurusra, mivel az eredeti nevet már lefoglalták egy tücsök számára. 1879-ben Marsh megalkotta a C. dispar (a nem típusfaja) és a C. amplus neveket a begyűjtői által a wyomingi Como Bluff közelében levő 13-as lelőhelynél talált maradványok számára. Az 1880-as és 1890-es években folytatta a példányok begyűjtését a 13-as lelőhelyről, és a méreteik alapján két további fajt nevezett el, a C. mediust és a C. nanust. Charles W. Gilmore a Marsh-féle példányokról 1909-ben készített áttekintésében két újabb fajt azonosított C. browni és C. depressus néven.
1980-ban Peter Galton és H.P. Powell a C. prestwichiról készült áttekintésükben (lásd a továbbiakban) úgy ítélték meg, hogy a C. nanus, a C. medius és a C. browni a C. dispar különböző fejlődési állapotú vagy ivarú példányai, ezért csak a C. dispar számít érvényes fajnak. Emellett azt is megállapították, hogy a Marsh és Gilmore által a C. amplusénak tulajdonított koponya a C. amplushoz tartozik. Gilmore ezt a koponyát használta fel a Camptosaurus koponyájának leírására, de a későbbiekben Brill és Carpenter úgy ítélték meg, hogy nem a Camptosaurushoz tartozik, és Theiophytalia kerri néven önálló nembe és fajba sorolták be.
A második fajt, a Camptosaurus aphanoecetest, Carpenter és Wilson nemrégiben alkotta meg a Dinosaur National Monumentből származó példányok számára. Többek között az állkapcsa, rövidebb nyakcsigolyája és egyenesebb, kis talpban végződő ülőcsontja különbözteti meg a C. dispartól.
Miközben Marsh leírta a Camptosaurus észak-amerikai fajait, az 1800-as évek végén és az 1900-as évek elején több európai fajt is a nemhez kapcsoltak; a C. inkeyit, a C. hoggiit, a C. leedsit, a C. prestwichiit és a C. valdensist. A töredékes leletanyagból álló C. inkeyit és a C. leedsit már érvénytelen fajnak (nomen dubiumnak) tekintik. Galton 1977-ben áthelyezte a C. valdensist a Valdosaurus canaliculatus fajba. A C. hoggiit, melyet Richard Owen 1874-ben  Iguanodon hoggiinak nevezett el, Norman és Barrett 2002-ben a Camptosaurus nembe helyezte át. Az egyetlen megmaradt európai faj, a Camptosaurus prestwichii Angliából, az Oxfordshire megyei Cumnor Hurstben levő Chawley Brick Pitsből származik. A fosszíliát a dombon átvezető vasúti sín építésekor fedezték fel. John Hulke 1880-ban Iguanodon prestwichii néven készített leírást róla, Harry Seeley pedig 1888-ban létrehozta a számára a Cumnoria nemet. 1889-ben Richard Lydekker áthelyezte a Camptosaurus nembe, melyhez ma is tartozik. A holotípus csontváz (lásd a képen) a legjobb állapotú európai Camptosaurus fosszília.

## Ősbiológia
A legnagyobb felnőtt Camptosaurusok meghaladták a 7,9 méteres hosszúságot és a 2 méteres csípőmagasságot. A testük nehéz felépítésű volt, de a négy lábon való járás mellett képesek voltak a hátsó lábaikra felágaskodva is mozogni. Ez a nem valószínűleg közeli rokonságban állt a későbbi iguanodontiák és hadrosauridák ősével.

## Popkulturális hatás
A Camptosaurus nevét megemlítik a A majmok bolygója 3. – A menekülés című film múzeumi jelenetében. A múzeum kurátora kijelenti, hogy a „Campto” jelentése 'rugalmas', a „Saurus” jelentése pedig 'gyík'.

## Fordítás
- Ez a szócikk részben vagy egészben a Camptosaurus című angol Wikipédia-szócikk ezen változatának fordításán alapul.  Az eredeti cikk szerkesztőit annak laptörténete sorolja fel. Ez a jelzés csupán a megfogalmazás eredetét és a szerzői jogokat jelzi, nem szolgál a cikkben szereplő információk forrásmegjelöléseként.